# Nepalesisch-osttimoresische Beziehungen
Die nepalesisch-osttimoresische Beziehungen beschreiben das zwischenstaatliche Verhältnis von der Nepal und Osttimor.
Osttimor und Nepal nahmen am 11. Februar 2022 diplomatische Beziehungen auf.
Während der Besetzung Osttimors durch Indonesien bis 1999 setzte sich die nepalesische Nichtregierungsorganisation South Asia Forum for Human Rights für die Unabhängigkeit Osttimors ein.
Für 2018 gibt das Statistische Amt Osttimors keine Handelsbeziehungen zwischen Nepal und Osttimor an.